# 余戸村
餘戸村(余戸村)（あまるべむら）は、かつて岐阜県土岐郡にあった村である。現在の瑞浪市釜戸町と大湫町の区域に相当する。
村名は、かつてのこの地域の地名、餘戸郷に由来する。

## 沿革
- 江戸時代末期、旗本の釜戸馬場氏領（公文垣内村、中切村、大島村、荻之島村、宿村、上平村、平山村）、尾張藩領（大湫村）であった。
- 1874年（明治7年） - 宿村が釜戸宿村に改称する。
- 1875年（明治8年） - 公文垣内村、中切村、大島村、荻之島村、釜戸宿村、上平村、平山村が合併し、釜戸村（初代）となる。
- 1889年（明治22年）7月1日 - 釜戸村と大湫村（初代）が合併し発足。
- 1921年（大正10年）7月1日 - 釜戸村と大湫村（ともに2代目）に分村。同日餘戸村廃止。

## 教育
- 餘戸第一尋常高等小学校（現瑞浪市立釜戸小学校）
- 餘戸第一尋常高等小学校荻之島分教場（後の瑞浪市立釜戸小学校荻之島分校） ※1917年までの名称は余戸第二尋常小学校。
- 餘戸第三尋常小学校（後の瑞浪市立大湫小学校）

## 交通
- 中央本線釜戸駅

## 名所・旧跡
- 大湫宿
- 竜吟の滝